# Секконато, Карлос
Карлос Хосе́ Секконато (исп. Carlos José Cecconato; 27 января 1930, Авельянеда — 12 декабря 2018, Буэнос-Айрес), в некоторых источниках Карлос Хосе Секконатто (исп. Carlos José Cecconato) — аргентинский футболист, защитник и полузащитник.

## Карьера
Карлос Секконато — воспитанник клуба «Прогресиста». Он начал свою карьеру в 1944 году в клубе «Эль Порвенир». В 1947 году Секконато перешёл в «Индепендьенте», куда его порекомендовал его друг, игрок молодёжного состава Эрнесто Грильо. Сумма трансфера составила 4 тысячи песо и аренда в «Эль Порвенир» двух игроков третьего состава команды. В 1950 году он дебютировал в основе «Индепендьенте» в матче с «Росарио Сентраль», где забил два гола, а его клуб победил со счётом 4:2. После ухода из команды Висенте де ла Маты, Карлос занял лидирующие позиции в составе, являясь главным организатором атак «Дьяблос Рохас». По надобности, Секконато также выходил на поле на позиции защитника. В 1952 году клуб занял третье место. Годом позже «Индепендьенте» шёл первым, однако в матче с «Расингом» произошла драка. Результатом которой стало дисквалификация Грильо и Секконато, лидеров команды, на 10 матчей. Клуб по итогам первенства остался четвёртым.

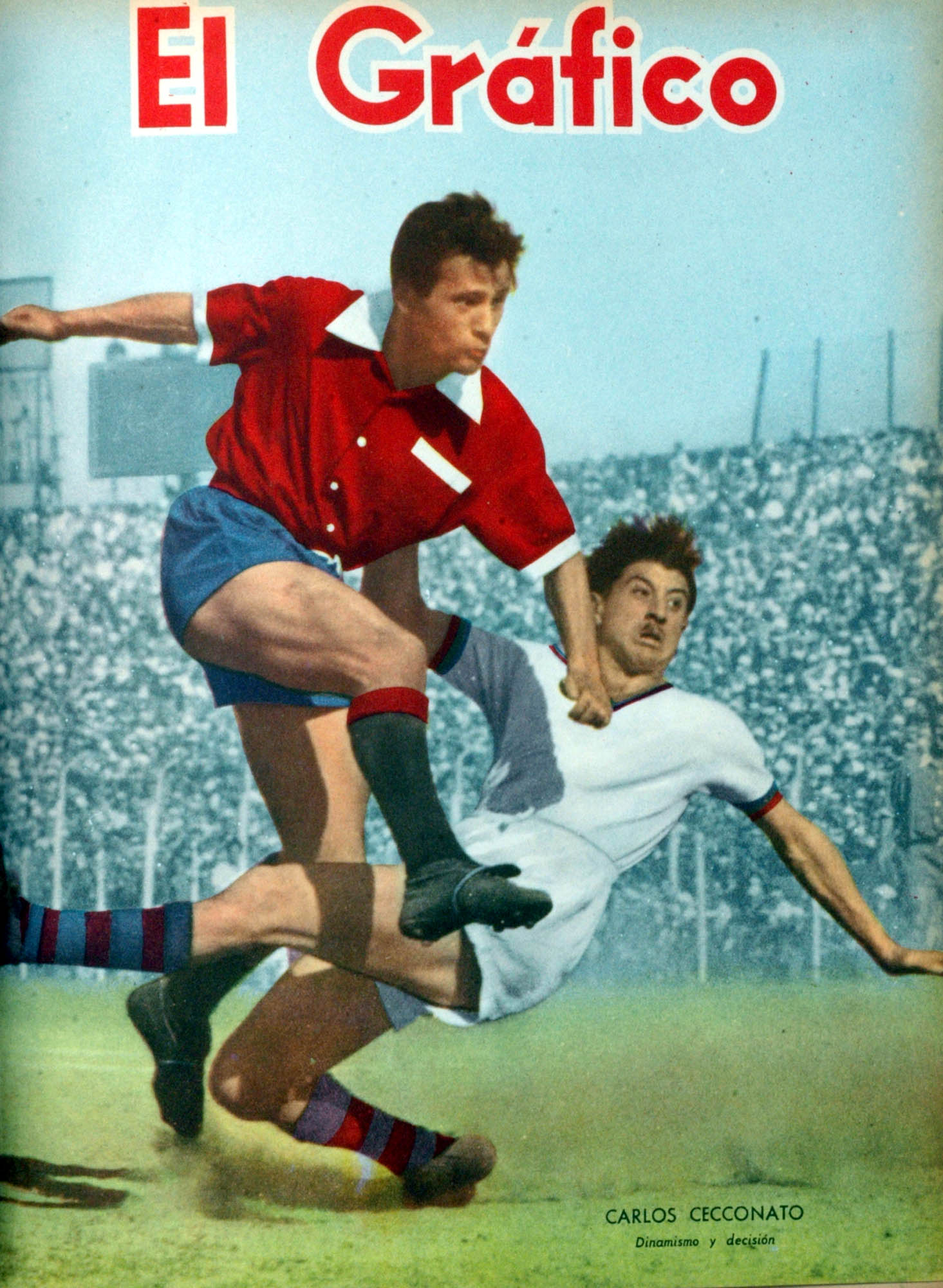
Секконато в 1954 году

В конце 1953 года «Индепендьенте» провёл турне по Европе. Клуб провёл 12 матчей, из которых выиграл восемь раз, по другим данным в 11 матчах. 8 декабря Секконато участвовал в игре, в которой «Индепендьенте» противостоял «Реал Мадрид». Аргентинская команда победила со счётом 6:0. Это поражение стало для мадридского клуба самым крупным в домашних матчах в истории. После турне «Реал» и «Милан» предложили Карлосу перейти к ним, но тот отказал. В 1954 году клуб выиграл серебряные медали, а в 1955 году — опять остался четвёртым. Но затем клуб стал занимать места в середине таблицы. В конце 1957 года Секконато не согласился продлевать договор с «Индепендьенте», а затем отказался поехать в поездку по Бразилии с целью проведения коммерческих матчей. Клуб обратился за помощью к Ассоциации футбола Аргентины, которая приняла сторону клуба, и игрок был дисквалифицирован на два года. Это стало окончанием его игровой карьеры. За «Индепендьенте» Секконато провёл 147 матчей и забил 52 мяча.
В 1953 году Секконато впервые был вызван в состав сборной Аргентины. 14 мая он дебютировал в матче с Англией, в котором первые в истории национальной аргентинской сборной в стартовом составе вышли все пять нападающих, представлявших один клуб. А англичане впервые проиграли Аргентине. 21 ноября 1954 года он забил первый мяч за сборную, поразив ворота клуба «Сан-Лоренсо». В 1955 году Секконато поехал на чемпионат Южной Америки. Карлос провёл на первенстве все 5 матчей без замен, забив один гол в ворота Перу, а его команда выиграла золотые медали. Годом позже он отправился на своё второе южноамериканское первенство. Там он являлся лишь дублёром Омара Сивори, а потому провёл в стартовом составе лишь два матча и забил один гол. Последний матч за сборную страны Секконато сыграл 20 сентября 1956 года против клуба «Гремио» (0:0). Всего за национальную команду футболист провёл 14 матчей и забил 3 гола.
Завершив профессиональную игровую карьеру, Секконато уехал в Мендосу. Там он два года играл в клубе «Атлетико Пальмира», а позже занимал пост заместителя руководителя нескольких мендоских футбольных лиг. Также Карлос занимался бизнесом, открыв газетный киоск в Бернале. В дополнение к этому, он владел двумя грузовиками, занимавшимися перевозками, и компанией по купле-продаже недвижимости. В возрасте 88 лет Секконато скончался. Его похоронили на кладбище, расположенной на улице Авенида Сан-Мартин.

## Международная статистика
| Матчи Карлоса Секконато за сборную Аргентины | Матчи Карлоса Секконато за сборную Аргентины | Матчи Карлоса Секконато за сборную Аргентины | Матчи Карлоса Секконато за сборную Аргентины | Матчи Карлоса Секконато за сборную Аргентины | Матчи Карлоса Секконато за сборную Аргентины | Матчи Карлоса Секконато за сборную Аргентины |
| -------------------------------------------- | -------------------------------------------- | -------------------------------------------- | -------------------------------------------- | -------------------------------------------- | -------------------------------------------- | -------------------------------------------- |
| №                                            | Дата                                         | Место проведения                             | Оппонент                                     | Счёт                                         | Голы                                         | Турнир                                       |
| 1                                            | 14 мая 1953                                  | Буэнос-Айрес                                 | Англия                                       | 3:1                                          | —                                            | Товарищеский матч                            |
| 2                                            | 17 мая 1953                                  | Буэнос-Айрес                                 | Англия                                       | 0:0                                          | —                                            | Товарищеский матч                            |
| 3                                            | 5 июля 1953                                  | Буэнос-Айрес                                 | Испания                                      | 1:0                                          | —                                            | Товарищеский матч                            |
| 4                                            | 21 ноября 1954                               | Буэнос-Айрес                                 | Сан-Лоренсо                                  | 7:2                                          | 1                                            | Товарищеский матч                            |
| 5                                            | 28 ноября 1954                               | Лиссабон                                     | Португалия                                   | 3:1                                          | —                                            | Товарищеский матч                            |
| 6                                            | 3 марта 1955                                 | Сантьяго                                     | Парагвай                                     | 5:3                                          | —                                            | Чемпионат Южной Америки                      |
| 7                                            | 9 марта 1955                                 | Сантьяго                                     | Эквадор                                      | 4:0                                          | —                                            | Чемпионат Южной Америки                      |
| 8                                            | 16 марта 1955                                | Сантьяго                                     | Перу                                         | 2:2                                          | 1                                            | Чемпионат Южной Америки                      |
| 9                                            | 27 марта 1955                                | Сантьяго                                     | Уругвай                                      | 6:1                                          | —                                            | Чемпионат Южной Америки                      |
| 10                                           | 30 марта 1955                                | Сантьяго                                     | Чили                                         | 1:0                                          | —                                            | Чемпионат Южной Америки                      |
| 11                                           | 29 января 1956                               | Монтевидео                                   | Чили                                         | 2:0                                          | —                                            | Чемпионат Южной Америки                      |
| 12                                           | 1 февраля 1956                               | Монтевидео                                   | Парагвай                                     | 1:0                                          | 1                                            | Чемпионат Южной Америки                      |
| 13                                           | 5 февраля 1956                               | Монтевидео                                   | Бразилия                                     | 0:1                                          | —                                            | Чемпионат Южной Америки                      |
| 14                                           | 20 сентября 1956                             | Порту-Алегри                                 | Гремио                                       | 0:0                                          | —                                            | Товарищеский матч                            |

## Достижения
- Чемпион Южной Америки: 1955